# قانون كوري - فايس

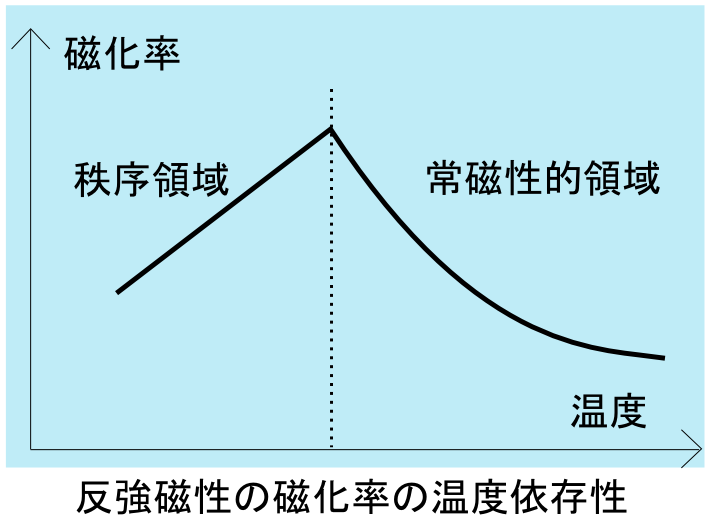

قانون كوري – فايس (بالإنجليزي: Curie–Weiss law) يصف القابلية المغناطيسية χ للمواد المغناطيسية المسايرة
{\displaystyle \chi ={\frac {C}{T-T_{c}}}}
حيث أن C ثابت كوري للمادة ,T درجة الحرارة المطلقة مقاسة بالكلفن , Tc حرارة كوري مقاسة بالكلفن
ويكون للمادة تمغنط تلقائي عندما  T = Tc